# Golden Sun: Dark Dawn
Golden Sun: Dark Dawn, lançado no Japão sob o título Ōgon no Taiyō Shikkokunaru Yoake (黄金の太陽：漆黒なる夜明け), é um RPG eletrônico desenvolvido pela Camelot Software Planning e lançado para o Nintendo DS. É o terceiro título da série Golden Sun, colocado 30 anos após os acontecimentos dos primeiros dois jogos. O jogo foi exibido na apresentação da Nintendo na feira E3 de 2010, onde seu nome oficial e datas de lançamento foram anunciados. Teve seu lançamento na América do Norte no dia 29 de novembro de 2010, enquanto que no dia 10 de dezembro de 2010 teve seu lançamento na Europa.

## Sinopse

### Trama
O jogo retoma a história 30 anos depois dos eventos dos primeiros dois jogos. Ao final de Golden Sun: The Lost Age, os heróis conseguem trazer o poder restaurador do Golden Sun de volta ao mundo de Weyard. Nos anos seguintes, a imensa força do Golden Sun alterou quase tudo: continentes mudaram; novos países surgiram; novas espécies apareceram. Mas o mundo agora é ameaçado por um novo perigo. Vórtices de Psynergy, que absorvem o Psynergy elementar dos Adepts, surgem ao redor do mundo. Uma nova geração de heróis — descendentes daqueles dos jogos anteriores — são atraídos pelos mistérios por detrás dos vórtices, atravessando um mundo caótico que sucumbe a um novo mal.

### Personagens
A equipe principal do jogo consiste nos filhos dos heróis dos dois jogos anteriores. Personagens desses jogos, tais como Isaac, Garet e Kraden, retornarão, sendo que alguns deles são jogáveis em certos pontos.
Matthew é um Adept de Vênus, filho de Isaac e Jenna, e o principal protagonista de Dark Dawn. Tyrell é um Adept de Marte assim como seu pai, Garet. Karis é uma Adept de Júpiter e filha de Ivan. Rief é um Adept de Mercúrio, filho de Mia e, ao lado de sua irmã Nowell, um aprendiz de Kraden. Blados, Chalis e Arcanus são os três novos antagonistas, membros de um grupo clandestino da nação militarista de Tuaparang.
Entre outros personagens, estão Himi, sacerdotisa de Yamatai e Adept de Vênus, possuidora de um poder profético herdado de sua mãe, Kushinada; Eoleo, Adept de Marte, filho de Briggs e novo líder de Champa, hoje um reino pirata (Eoleo já foi visto no jogo anterior usando Psynergy várias vezes, embora com pouco poder e controle); e Sveta, uma Adept de Júpiter e integrante de uma nova raça de bestas, evoluções humanas que surgiram desde o retorno do Golden Sun. Ultrapassando os cinco sentidos, ela pode ler as mentes de quem a acompanha e sentir aromas únicos, capaz também de usar Psynergy visualizada. Amiti é um Adept de Mercúrio e príncipe do reino aquático de Ayuthay. Tret menciona Amiti, dizendo que ele possui uma aura similar a de Rief, o que pode significar que Amiti é o filho de Alex.

### Djinn
Há 72 Djinn utilizáveis no jogo, com referência a outros que não são utilizáveis. Embora alguns dos Djinn estejam retornando dos primeiros dois jogos, vários deles são novos. Todos os Djinn agora possuem uma aparência distinta.

## Desenvolvimento
Conversas a respeito de um terceiro lançamento na série Golden Sun começaram assim que o segundo título foi lançado. Em 2003, a Camelot alegou que o "status de um terceiro jogo (...) ainda estava no ar", enquanto os irmãos fundadores do estúdio, Hiroyuki e Shugo Takahashi, afirmaram durante uma entrevista em 2004 que a situação dada nos primeiros dois jogos foi feita para servir de "prólogo aos verdadeiros eventos que ainda estavam por vir", com rumores à época que sugeriam que o terceiro título poderia ter sido lançado no Nintendo GameCube.
A falta de atualizações quanto a qualquer novo lançamento após The Lost Age deu origem a vários boatos. Tais incluíam a revelação de um jogo para Nintendo DS chamado Golden Sun: The Solar Soothsayer, dito por ter sido visto em uma pequena reunião pouco antes da E3 2007. Após ter sido revelado como um boato por fontes oficiais, o autor do boato confessou ter feito isto para gerar mais discussões sobre a série e uma possível sequência.
As especulações sobre um terceiro título Golden Sun persistiram, já que os irmãos Takahashi comentaram em outubro de 2007 que ainda queriam fazer um terceiro jogo, indo ao ponto de dizer que "precisavam" fazer um, e que a Nintendo havia pedido a eles que fizessem. Eles disseram que não haviam começado ainda por simplesmente querer dar ao título o seu merecido tempo de desenvolvimento. Em abril de 2008, a revista Nintendo Power entrevistou Shugo Takahashi sobre um dos seus jogos mais recentes. Quando questionado sobre um terceiro Golden Sun, Takahashi respondeu: "Um novo Golden Sun? Bem... Eu pessoalmente acho que quero jogar um novo RPG, também...".
Golden Sun DS foi finalmente anunciado durante uma conferência da Nintendo na E3 2009, prevendo um lançamento para a temporada de feriados de 2010. A conferência mostrou que os Djinn elementares (representando terra, fogo, vento e água, referidos na série como Vênus, Marte, Júpiter e Mercúrio, respectivamente) e certas invocações retornarão dos jogos anteriores. Na E3 2010, o título foi anunciado como Golden Sun: Dark Dawn, e uma demo jogável foi disponibilizada aos que estavam presentes.

## Recepção
A Nintendo Power deu ao jogo uma nota 8 entre 10. Louvor foi dado aos gráficos e quebra-cabeças do jogo, enquanto que críticas foram direcionadas à dificuldade, que se sentiu baixa demais. A 1UP deu ao jogo um B. Golden Sun: Dark Dawn atualmente detém uma pontuação de 80 entre 100 pela Metacritic e 80.64% pela Game Rankings. A Electronic Gaming Monthly deu ao jogo um 7.5 entre 10, elogiando o jogo pelos seus quebra-cabeças inteligentes e pelo sistema de batalha, mas reclamando a respeito dos longos diálogos e filmes. X-Play avaliou o jogo com uma nota 4 entre 5, afirmando que o jogo é ótimo para fãs da série e fãs de RPGs em geral. A Revista Oficial da Nintendo deu uma nota 92%.